# Лоуни (район)
Район Лоуни (чеш. Okres Louny) — один из семи районов Устецкого края Чешской Республики. Административный центр — город Лоуни. Площадь — 1 117,65 кв. км., население составляет 88 167 человек. В районе насчитывается 70 муниципалитетов, из которых семь — города.

## География
Расположен на юго-западе края. Граничит с районами Хомутов, Теплице, Мост и Литомержице Устецкого края; Пльзень-север Пльзенского края; Раковник и Кладно Среднечешского края; Карловы Вары Карловарского края.

## Города и население
Данные на 2009 год:
| Город       | Население |
| ----------- | --------- |
| Жатец       | 19 682    |
| Лоуни       | 18 989    |
| Подборжани  | 6 498     |
| Постолопрти | 5 196     |
| Крири       | 2 443     |
| Вроутек     | 1 992     |
| Бльшани     | 998       |

| Всего          | Женщин           | Мужчин           |
| -------------- | ---------------- | ---------------- |
| 88 167 (100 %) | 44 476 (50,45 %) | 43 691 (49,55 %) |

Средняя плотность — 79 чел./км²; 63,29 % населения живёт в городах.